# 케모노 프렌즈
《케모노 프렌즈》(けものフレンズ)는 케모노 프렌즈 프로젝트에 의한 일본의 미디어 믹스 작품이다. 약칭은 ‘케모프레’.
‘케모노’는 ‘짐승’을 뜻한다.

## 개요
‘애니멀 걸’이라고 불리는 모에화된 야생동물들이 모인 가공의 동물원, ‘자파리 파크’를 무대로 한 작품군에 의한 미디어 믹스 프로젝트이다. 2015년에 스마트폰용 게임 앱이 선행 콘텐츠로 릴리스되고 이어서 월간 소년 에이스에서 만화판이 연재 개시, 2016년에서 TV 애니메이션화가 발표되었다.
모에 의인화된 야생동물들과 같이 ‘인간이 동물의 외견을 하고 있는 것’이 아니라 일관되게 ‘동물이 인간의 외견을 하고 있는 것’으로 그려지고 있다.
캐릭터의 콘셉트 디자인으로 요시자키 미네를 기용하여 게임판에서는 요시자키의 대표작인 《케로로 군조》와의 컬래버레이션도 이루어졌다.

### 기획의 경위
요시자키 미네가 디자인한 캐릭터나 세계관을 사용한 신규 IP(지적재산권) 창출을 목적으로 카도카와의 카지이 히토시를 중심으로 2014년경에 프로젝트가 발족되었다. “원작은 게임에서도 애니메이션에서도 없는 ‘동물’이다”라는 요시자키의 의견 하, 각 미디어가 ‘자파리 파크’, ‘샌드스타’라는 작품의 기본 설정을 독자적으로 해석하여 전개하는 복합적인 프로젝트가 되었다. 이들 프로젝트 방침의 일환으로 팬들의 2차 창작을 공식 인정하고 있다.

## 작중 설정 및 용어
자파리 파크
전세계의 야생동물이 모이는 거대한 동물원, 현생종뿐만 아니라 절멸종이나 전설의 동물(UMA)도 존재한다.
해저화산에 의해 탄생한 섬에 존재한다.
만화판에서는 정상 운영 중인 상태라, 많은 손님들이 찾아오며, 게임판에서는 세룰리안의 습격에 따라 실질적으로는 휴원 상태, 애니메이션판에서는 많은 설비가 방치 상태로, 전개 미디어마다 파크의 상태가 다르다.
애니멀 걸
자파리 파크의 동물이 샌드스타의 힘으로 변신한 모습. ‘프렌즈’라고도 불린다. 외견이나 생태에 원래 동물의 특징을 남기면서도 관계성은 인간에 가깝게 되어 있으며, 자연계에서의 포식·피포식 관계도 잃었다.
샌드스타
파크의 동물을 애니멀 걸로 바꾸는 수수께끼의 에너지체.
자파리 버스
파크 관람용 사파리카.
세룰리안
자파리 파크의 평화를 위협하는 수수께끼의 적.

## 게임
배급사는 넥슨. 안드로이드 버전은 2015년 3월 16일, iOS 버전은 같은 해 3월 19일부터 서비스가 시작되었다. 완전 무료 플레이(2016년 3월 31일 8시 59분까지는 기본 무료, 부분 유료제).
서비스 개시 1주년이 된 2016년 3월 16일에 완전 무료화를 발표, 같은 해 3월 31일부터 과금 시스템을 폐지한 완전 무료제로 이행했다. 2016년 12월 14일에 서비스를 종료했다.
넥슨의 CFO인 우에무라 시로는 2017년 2월 10일에 이루어진 결산설명회에서 “TV 애니메이션판이 인기라는 것을 들었으나 작년에 임할 때와는 상황이 다르다. 핵심성과지표를 고려하면서 게임을 운영하고 있기 때문에 게임 운영 당시는 계속할 수 있는 상태가 아니었다. 아직도 계속해주었으면 하는 분이 있을지도 모르겠지만, 어디까지나 《케모노 프렌즈》는 끝난 타이틀이라고 생각하고 있다”며 게임판의 운영을 재개하지 않는 의향을 밝혔다.

### 시스템
RPG로 분류되나, 실제 게임 디자인은 실시간 전략 게임에 가깝다.

#### 퀘스트 공략의 흐름
최대 5명의 애니멀 걸(이하 프렌즈)의 파티를 편성해, 왼쪽에서 오른쪽으로 스크롤하는 ‘Wave’로 구성된 퀘스트를 공략한다.
Wave 내에서는 ‘KP(케모파워)’라는 리소스를 소비하여 프렌즈를 출격시켜, ‘세룰리안’이라는 적 유닛을 쓰러뜨리면서 진행한다. Wave 내의 적 유닛을 전멸시키거나 설정된 골 지점으로 프렌즈를 도달시키면 Wave를 클리어할 수 있다. 반대로, 적 유닛이 좌측에 도달하면 패배(퀘스트 실패)가 된다.
KP는 케모노 Lv(리소스 상한)의 상승이나 프렌즈의 랭크 업·스킬(프렌즈마다 설정되어 있는 특수 공격) 발동에도 사용된다.

#### 프렌즈의 입수와 커스터마이즈
프렌즈의 입수는 기본적으로 ‘스카우트’라는 시스템으로 이루어지나, 일부는 퀘스트 클리어 보상으로 입수할 수도 있다.
프렌즈는 퀘스트 보상 따위에서 얻을 수 있는 스톡 EXP를 배분하는 것으로 전투를 거듭하는 일 없이 레벨 업하는 것이 가능하다. 레어도에 따라 레벨 상한이 존재하지만, 같은 프렌즈의 입수나 ‘야생 해방’이라는 아이템을 사용하는 것으로 레벨 상한을 개방할 수 있다.
장비란에는 파라미터를 변화시키는 액세서리와 왹션이 변화하는 코스튬이 하나씩 존재한다. 액세서리는 전용 퀘스트, 코스튬은 전용 치켓이나 일부 퀘스트에서 드롭 아이템으로 입수할 수 있다.

### 등장 캐릭터
주인공
플레이어 자신. 수수께끼의 목소리로 이끌려 자파리　파크를 찾아온다. 프렌즈에게 힘을 부여하는 ‘부적’을 가졌다.
파크 가이드
목소리 - 우치다 아야
게임의 내비게이터를 맡고 있는 파크의 여성 가이드. 이름은 ‘미라이’. 자타공인 동물 마니아.

### 프렌즈 목록
모든 프렌즈에게는 4종의 공격 타입과 3종3색의 속성이 설정되어 있으며, 속성은 각각 대응하는 색의 세룰리안에게 유리하다.
일부 프렌즈에게는 ‘그룹’이라는 카테고리가 존재해, 그룹내의 프렌즈끼리 스킬을 발동시키면 「그룹 링」이라는 특수효과가 발생한다.
한정(限定)·사신(四神)·강적(強敵) 프렌즈는 통상의 야생 해방 아이템으로는 해방할 수 없으며, 한정 프렌즈는 같은 프렌즈를 입수하거나 ‘특수 야생 해방’ 아이템을 사용하는 것으로 해방, 사신·강적 프렌즈는 같은 프렌즈를 입수했을 때에만 해방 가능하다.
이름란의 괄호 내에는 퀘스트 데모라고 불리는 애칭.

## 만화
《케모노 프렌즈 -어서 오세요 자파리 파크에!-》(けものフレンズ -ようこそジャパリパークへ！-)의 타이틀로 월간 소년 에이스 2015년 7월호부터 2017년 3월호까지 연재되었다. 작화 담당은 후라이. 단행본은 전 2권.
일부 설정이나 등장 캐릭터는 게임판과 다른 것이 있다.

### 등장 캐릭터 (만화)
나나(奈々)
코믹 오리지널 캐릭터. 자파리 파크의 신인 사육사. 파크 가이드의 후배이며, 북방여우와 서벌 돌보기를 담당한다.
북방여우(キタキツネ)
경계심이 강한 프렌즈로, 사육사와는 거리를 두고 있다. 좋아하는 것은 고기만쥬로, 파크에서 보관하고 있던 것을 멋대로 가지고나가 독점해버릴 정도.
모든 것을 귀찮아하며, 구역에서 나온 적이 없기 때문에 인간의 생활감에는 익숙하지 않다.
서벌(サーバル)
붙임성 있는 성격의 프렌즈로, 나나와는 바로 사이가 좋아졌다. 좋아하는 것은 게임으로, 친구는 카라칼.

### 단행본
| 권 | 발매일           | ISBN                   |
| -- | ---------------- | ---------------------- |
| 1  | 2016년 12월 26일 | ISBN 978-4-0410-5109-2 |
| 2  | 2017년 2월 10일  | ISBN 978-4-0410-5110-8 |

### 앤솔러지
- 《케모노 프렌즈 코믹 아라카르트 자파리파크 편》(けものフレンズ コミックアラカルト ジャパリパーク編) KADOKAWA〈가도카와 코믹스 에이스〉, 2017년 3월 25일 발간 ISBN 978-4-04-105774-2
- 《케모노 프렌즈 앤솔러지 코믹 자파리 카페 편》(けものフレンズ アンソロジーコミック ジャパリカフェ編) KADOKAWA〈패미통 클리어코믹스〉, 2017년 4월 28일 발간 ISBN 978-4-04-734654-3